# Bazilika Všech svatých
Bazilika Všech svatých v České Lípě je původně klášterní kostel kláštera řádu sv. Augustina v České Lípě. Byl postaven v barokním slohu na počátku 18. století. V roce 1927 jej papež Pius XI. povýšil na basiliku minor. Dnes je hlavním a využívaným římskokatolickým kostelem ve městě. Sousední klášterní budovy užívá českolipské muzeum.

## Historie
Stavba kostela je spjata se stavbou celého klášterního komplexu, který nechal budovat Albrecht z Valdštejna roku 1624. Samotný kostel byl stavěn po roce 1627.

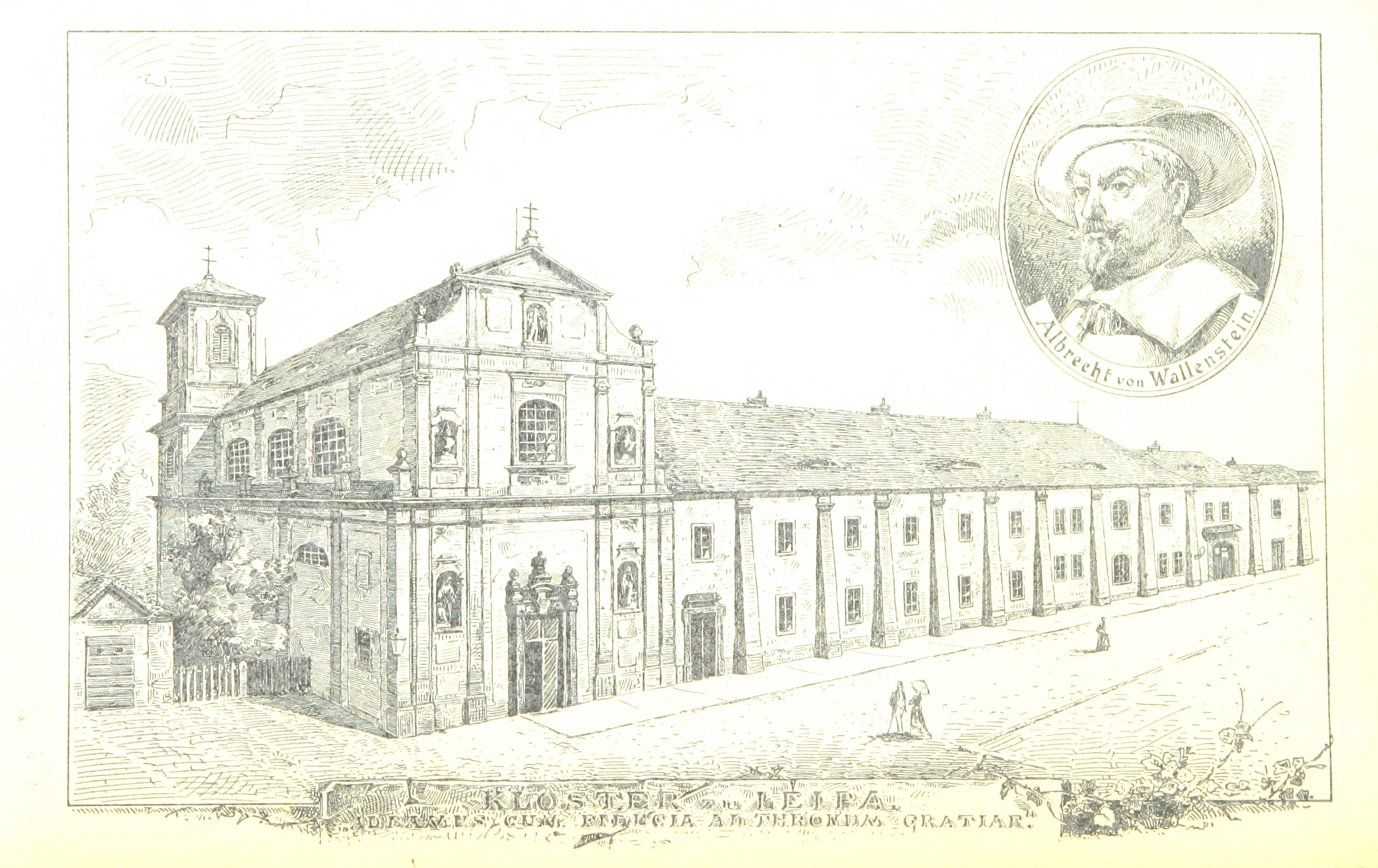
Vyobrazení kláštera s kostelem v knize z roku 1894

Původní stavby se Valdštejn nedočkal, protože byl roku 1634 v Chebu zavražděn. Není znám ani datum dokončení stavby a ani přesná podoba, protože zčásti shořel při velkém požáru města v roce 1631, či dalším požáru roku 1664.
V dubnu 1700 byla zahájena stavba nového kostela z prostředků hraběte Jana Viléma Kounice a k jejímu vysvěcení došlo na svátek Všech svatých 1. listopadu 1707. Kostel měl cibulovitou báň, která shořela v roce 1820. K jejímu obnovení nedošlo, zastřešení věže bylo po požáru opraveno provizorním jehlancem, který se však zachoval až do 21. století.
V roce 1927 povýšil papež Pius XI. kostel Všech svatých na basiliku minor. Tuto skutečnost připomíná znak papeže Pia XI. umístěný nad vchodem do baziliky.

### Zvony
Za druhé světové války přišla bazilika o své zvony. Až na podzim roku 2017 byl do její věže zavěšen historický zvon ze 16. století, věnovaný z farnosti Bělá pod Bezdězem, která pro něj neměla využití. Zvon požehnal 29. října 2017 litoměřický biskup Jan Baxant a následující neděli, 5. listopadu, bylo zvonem poprvé zvoněno.

## Popis kostela

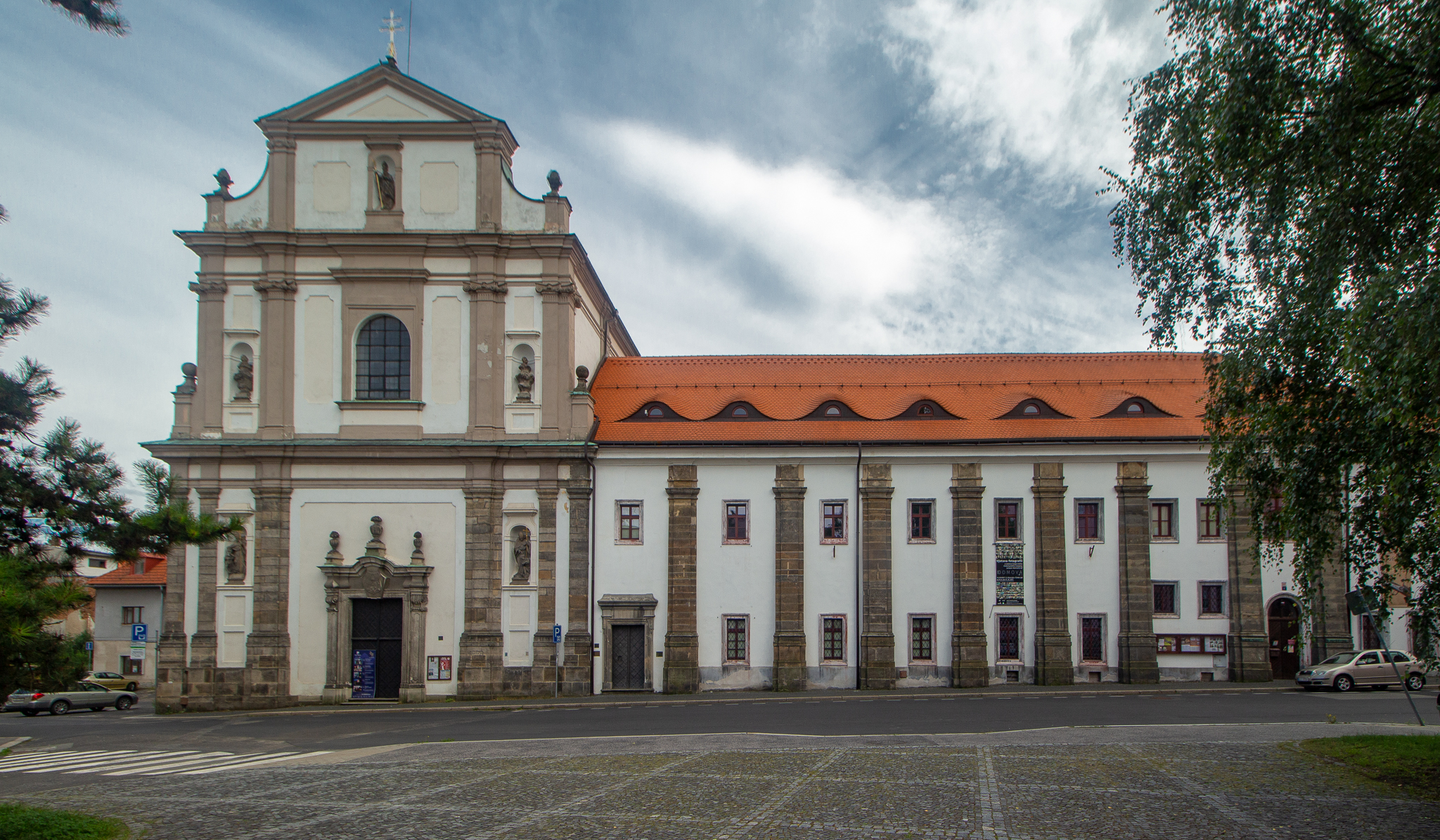
Bazilika a klášter v roce 2021

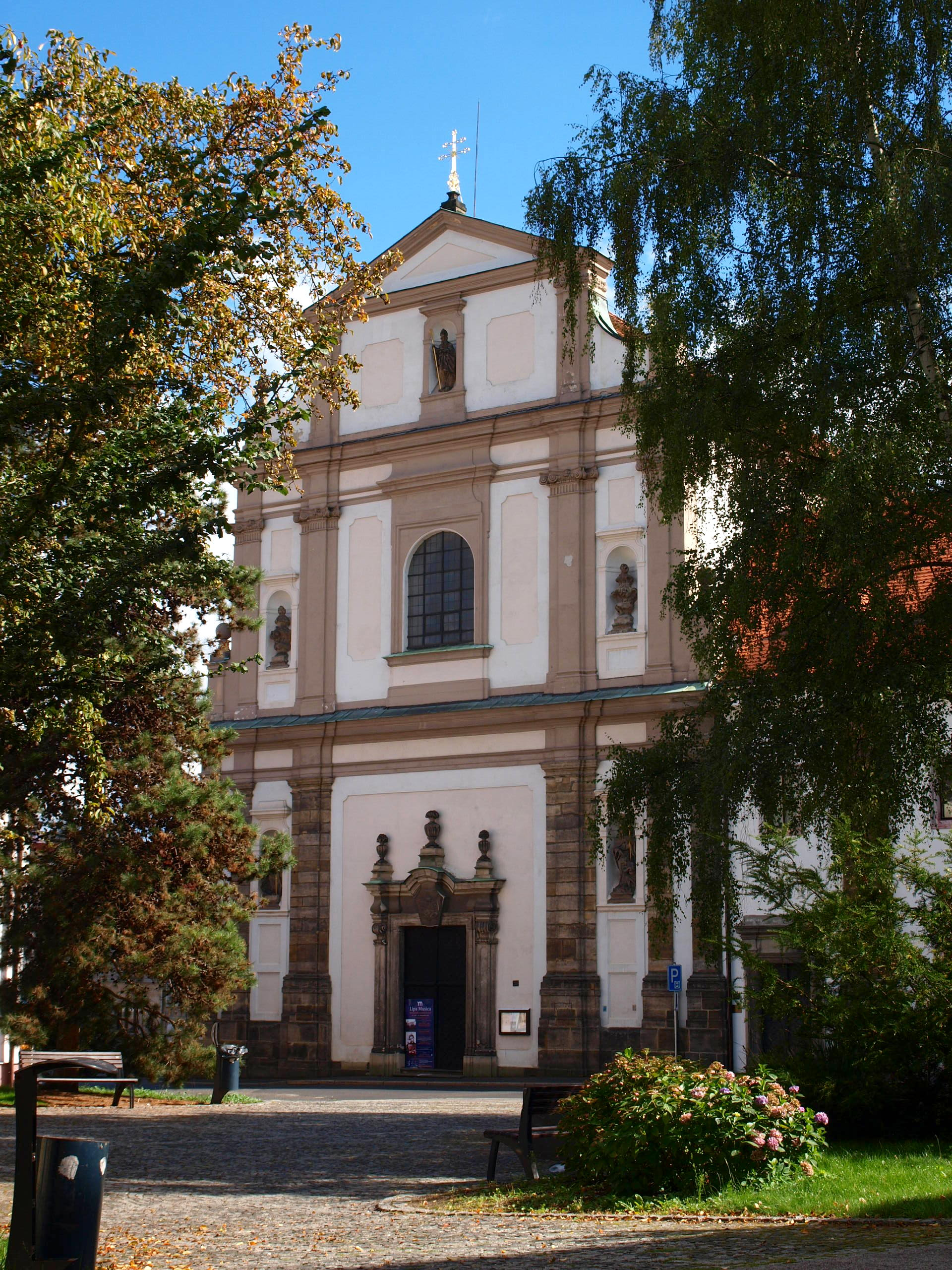
Hlavní průčelí baziliky

Nový kostel je dlouhý 34,6 metru, široký až 13,2 metru a vysoký 20 metrů. Má valenou klenbu. Nad hlavním vchodem je znak papeže Pia XI. Uvnitř je několik oltářů, kazatelna, mnoho obrazů a soch. Před oltáři jsou hrobky některých příslušníků hraběcího rodu Kouniců a členů řádu augustiniánů.
První dvě řady dřevěných kostelních lavic jsou vyzdobeny uměleckými řezbami z konce 17. století, oltáře pocházejí ze století osmnáctého. Na kruchtě jsou varhany, které jsou považovány za jedny z největších a nejlepších v zemi. Zmíněné varhany byly zhotoveny v roce 1848 firmou Franze ml., Josefa a Antona Fellerových z Libouchce na Ústecku. 
Kostel i klášterní budovy jsou zapsány do celostátního registru kulturních památek pod číslem 23304/5-2777.